# Viktor Voit
Viktor Johann Voit (* 22. Juli 1888 in Marburg; † 28. Juni 1948 in Graz) war ein österreichischer Politiker (Landbund) und Jurist. Voit war verheiratet und von 1923 bis 1927 Abgeordneter zum Burgenländischen Landtag sowie Landesrat in der Burgenländischen Landesregierung.
Voit wurde als Sohn des Bahnbeamten Johann Voit geboren. Er besuchte die Volksschule und im Anschluss ein Gymnasium. Voit studierte an den Universitäten Wien und Graz und promovierte 1927 zum Dr. jur. Danach absolvierte er 1927 seine Gerichtspraxis in Mattersburg, Radkersburg sowie am Oberlandesgericht Graz und praktizierte ab dem 4. März 1931 als Rechtsanwalt in Graz. Politisch war Voit zwischen dem 13. November 1923 und dem 20. Mai 1927 als Abgeordneter zum Landtag aktiv, zwischen dem 4. April 1924 und dem 9. Februar 1927 war er zudem Landesrat. Mit dem Eintritt in die Landesregierung gehörte er dem Landesparteivorstand des Burgenländischen Bauernbundes an, der am 16. Mai 1926 auf seinen Antrag hin in Landbund für Österreich, Landesorganisation Burgenland umbenannt wurde. Voit wirkte in seiner Partei zwischen 1924 und 1925 auch als Schriftführer und war zwischen dem 16. Mai 1926 und dem 19. Juni 1927 Geschäftsführer des Landbundes. Nach seinem Ausscheiden aus der Landespolitik am 20. Mai 1927 übersiedelte Voit nach Graz und kandidierte bei der Nationalratswahl 1927 als Listenführer im Wahlkreis Graz und Umgebung.